# Carla Jéssica Pereira Nunes
Carla Jéssica Pereira Nunes (* 8. Juni 1991 in Valinhos, São Paulo) ist eine brasilianische Fußballspielerin.

## Karriere
Nach einer Reihe schnell wechselnder Stationen erlebte Carla Nunes während ihres zweijährigen Engagements bei der SE Palmeiras in São Paulo einen sportlichen Durchbruch als Torjägerin. In der Saison 2019 wurde sie Torschützenkönigin der zweitklassigen Série A2 mit 14 Treffern und damit eine der Garantinnen des Aufstieges in die Série A1. Deren Torjägerkrone konnte sie mit 12 Treffern bereits in der Folgesaison erringen. In der Erstligabegegnung gegen den Santos FC am 24. September 2020 (Endstand 2:1), war sie die erste Fußballspielerin die im Allianz Parque, der Heimspielstätte von Palmeiras, ein Tor erzielte. Im Januar 2021 gab sie ihren Wechsel zum Ortsnachbarn São Paulo FC für die folgende Spielzeit bekannt.

## Erfolge
Verein:
- Staatsmeisterin von Rio Grande do Sul: 2023
- Staatsmeisterin von Amazonas: 2017
- Staatspokal von São Paulo: 2019

## Auszeichnungen
- Torschützenkönigin der brasilianischen Série A1: 2020
- Torschützenkönigin der brasilianischen Série A2: 2019
- Torschützenkönigin der Staatsmeisterschaft von Amazonas: 2017
- Prêmio Craque do Brasileirão: 2020 – Auswahlmannschaft[1]